# Tarokk

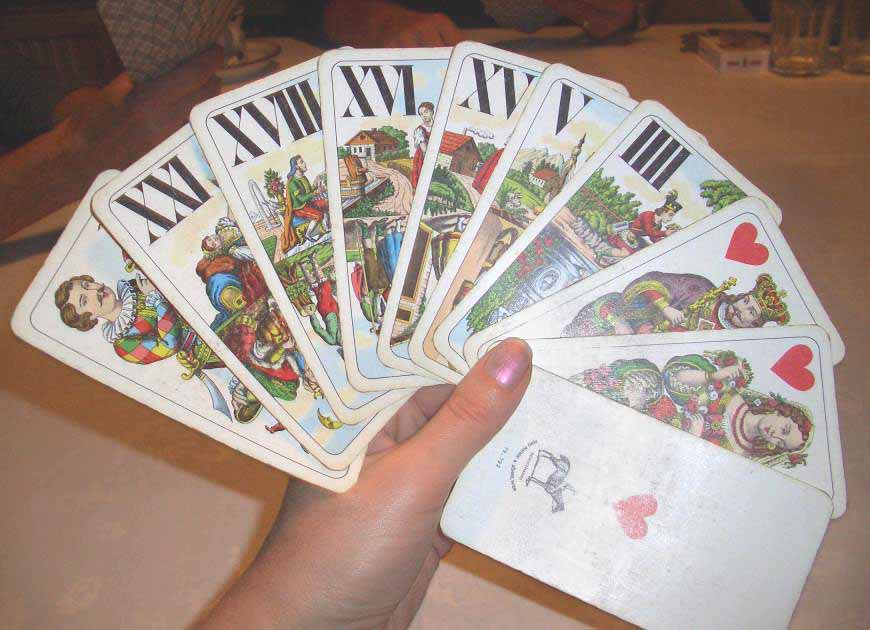
Tarokk kártyák játék közben

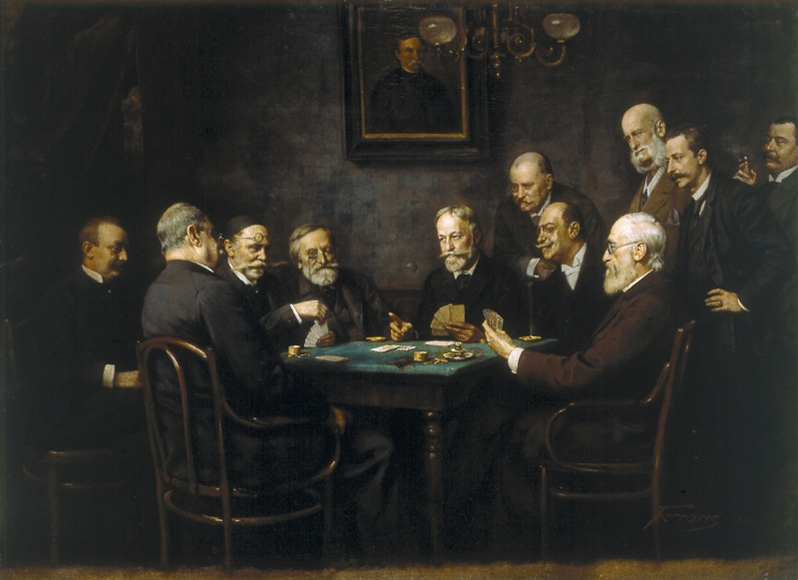
Ferraris Artúr: A történelmi tarokkparti

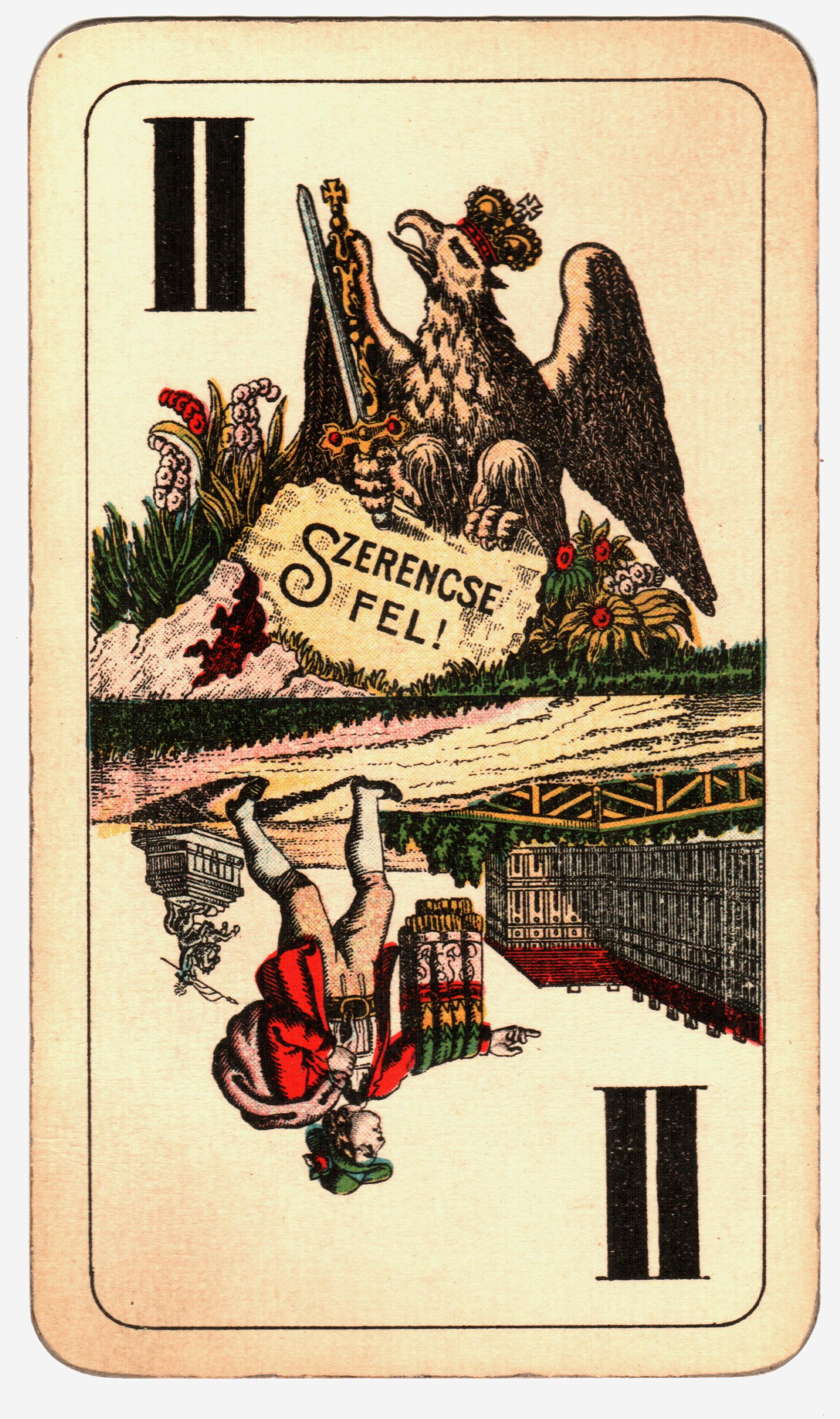
Magyar tarokk kártya II-es lapja

A tarokk komplex ütésű kártyajáték. Különlegességét az adja, hogy saját, ötszínű kártyája van, melyben a francia vagy (ritkábban) olasz színjelzőkkel ellátott színes lapok mellett van egy hosszabb sorozat is, a tarokk, amely ebben a játékban mint állandó adu szerepel. A tarokk őshazája feltehetően Olaszország, elnevezése a XVI. századtól kezdődően az olasz tarocco szóból származik, amely a Pó mellékfolyójának, a Tarónak a nevére vezethető vissza. Azelőtt trionfi (triumf = győzelem) volt a kártya neve (lásd a német Trumpf szót, amelyből a tromf származik).
Az ősi olasz színjelzésű 21 tarokklap nevei sorrendben: 1. A kókler (Il Bagattino), 2. A nőpápa (La Papessa), 3. A császárnő (L’Imperatrice), 4. A császár (L’Imperatore), 5. A pápa (Il Papa), 6. A szerelmesek (Gli Amanti), 7. A kocsi (Il Carro), 8. Az igazság (La Giustizia), 9. A remete (L’Eremita), 10. A szerencse kereke (La Ruota della Fortuna), 11. Az erő (La Forza), 12. Az akasztott ember (Il Penduto), 13. A halál (La Morte), 14. A mértékletesség (La Temperanza), 15. Az ördög (Il Diavolo), 16. A torony (La Torre), 17. A csillagok (Le Stelle), 18. A Hold (La Luna), 19. A Nap (Il Sole), 20. Az ítélet (Il Giudizio), 21. A világ (Il Mondo). A Magyarországon szintén ide sorolt 22. lap a bolond (Il Matto), melyen szám nincs. Ez a "Jolly Joker" egyik elődje, nálunk skíz a neve, és a legnagyobb ütőerejű tarokk, míg például a francia tarokkban ütőerő nélküli, de az egyéb szabályoktól függetlenül bármikor kitehető kártya.

## Története
A kártyajáték Magyarországra feltehetően a 19. században érkezett. A hagyomány úgy tartja, hogy a tarokkot az 1848–49-es forradalom és szabadságharc idején Paszkievics orosz tábornagy – az osztrák kérésre Lengyelországból Magyarországra nyomuló cári hadsereg fővezére – hozta be az országba. Erre utal a játék egyik változatának neve is: húszashívásos vagy Paskievics-tarokk. E hagyomány azonban sokkal inkább a kor legendái közé sorolandó, az elnevezés sokkal inkább a legnagyobb hiányzó tarokk, vagyis a legerősebb potenciális szövetséges (akkoriban Oroszország) segítségül hívására utal keserű gúnnyal. Emellett szól még az is, hogy a játék megnyeréséhez éppen 48 pont kell („Nem engedünk a 48-ból!”).
A szabadságharc lezárása után igen népszerű játék lett Magyarországon. Dzsentri kártyajáték volt általában, nem a vagyoni meggazdagodás volt a cél. A mai játékosok 1–10 forintos alapon, vagy pontban játsszák.

## Paskievics, avagy XX-as hívásos tarokk (6 figurás)
- Honőr tarokk lapok: Skíz, XXI , Pagát (I. lap) = 5 pont
- Tarokk lapok: XX-II = 1p.
- Színes lapok: Pikk, Káró, Kőr, Treff: Király = 5p., Dáma = 4p., Lovas = 3p., Bubi = 2p., Ász illetve a 10-es = 1p.
- Összesen 22 tarokklap: 34 pont, 20 színes lap: 60 pont = 42 lap 94 pont

### Osztás
Keverés, emelés után, az osztó középre számol 6 lapot (talon), majd jobbról 5 lapot, majd 4 lapot oszt. Bedobható: ha nincs tarokk; csak fogható honőrt (XXI, I), vagy 4 királyt tartalmaz az osztás.

### Licitálás a talonra
Csak honőrös játékos licitálhat max. 3 lapra, az utána következő -honőrös- "tartom", vagy kisebb értéket mondhat (3, 2, 1, szóló). A licitet nyerő jogosult partnert hívni.
A licitálásnak két típusát különböztetjük meg:
| A                                       | B     | C     | D     |
| --------------------------------------- | ----- | ----- | ----- |
| három, vagy kettő, vagy egy, vagy szóló | passz | passz | passz |

| A     | B     | A      | B    | A      | B      | A      | B     |
| ----- | ----- | ------ | ---- | ------ | ------ | ------ | ----- |
| három | kettő | tartom | egy* | tartom | szóló* | tartom | passz |

| A     | B     | C   | A      | B      | C      | A     |
| ----- | ----- | --- | ------ | ------ | ------ | ----- |
| három | kettő | egy | tartom | szóló* | tartom | passz |

| A     | B     | A      |
| ----- | ----- | ------ |
| három | kettő | passz* |

| A      | B   | A     |
| ------ | --- | ----- |
| kettő* | egy | passz |

| A     | B    | A      | B     |
| ----- | ---- | ------ | ----- |
| három | egy* | tartom | passz |

| A     | B     | A    | B      | A     |
| ----- | ----- | ---- | ------ | ----- |
| három | kettő | egy* | tartom | passz |

| A     | B     | A      | B      | A      | B     |
| ----- | ----- | ------ | ------ | ------ | ----- |
| három | kettő | tartom | szóló* | tartom | passz |

| A     | B     | A      | B   | A      | B      | A     |
| ----- | ----- | ------ | --- | ------ | ------ | ----- |
| három | kettő | tartom | egy | szóló* | tartom | passz |

| A     | B   | C      | A     | B      |
| ----- | --- | ------ | ----- | ------ |
| kettő | egy | szóló* | passz | tartom |

| A     | B    | C     | A      | B     |
| ----- | ---- | ----- | ------ | ----- |
| három | egy* | szóló | tartom | passz |

| A     | B     | C      | A      | B     |
| ----- | ----- | ------ | ------ | ----- |
| három | kettő | szóló* | tartom | passz |

| A     | B     | C   | A      | B      | C     |
| ----- | ----- | --- | ------ | ------ | ----- |
| három | kettő | egy | szóló* | tartom | passz |

| A    | B     | A     |
| ---- | ----- | ----- |
| egy* | szóló | passz |

| A     | B      | A      | B     |
| ----- | ------ | ------ | ----- |
| három | szóló* | tartom | passz |

| A     | B     | A      | B      | A     |
| ----- | ----- | ------ | ------ | ----- |
| három | kettő | szóló* | tartom | passz |

### Skartolás
A talonból kapott lapok helyett le kell tenni a feleslegesnek ítélt lapokat. Királyt, honőrt letenni tilos, tarokkot csak bemondva szabad letenni: "Tarokk fekszik" (A felvevő a fektetett tarokkot köteles megmutatni). A licitet nyerő ezt maga elé teszi (ez már az övé), a többiek a skartot az osztó jobb kezéhez teszik, ez az elszámolásnál az ellenpárt gazdagítja: "szegények lapja".

### Bemondások
A licitet nyerő partnert hív, pl. így: "Hívom a XX-ast a … figurához…. Passz". A hívónak javasolt mindig a lapjaiból hiányzó következő legmagasabb tarokkot hívnia partneréül (+1 biztos ütés), a hívott partner újabb figurákat jelenthet be, az ellenpár kontrázhat. Három "passz" után kezdődhet a játék.
| Figura                         | Leírás                                                                                                | Díj |
| ------------------------------ | --- | --- |
| Tous les trois tulétroá (Tuli) | A bemondók mindhárom honőrt (Skíz, XXI, Pagát) ütéseikkel hazaviszik.                                 | 2   |
| Négy király                    | A bemondók mind a 4 királyt hazaviszik.                                                               | 2   |
| Duplajáték                     | A bemondók skartjában és ütéseiben – az ellenpár 23 pontjával szemben – legalább 71 pontot visz haza. | 4X  |
| Pagátulti                      | A bemondók arra vállalkoznak, hogy az utolsó ütést a Pagáttal (I. lap) viszik haza.                   | 10  |
| XXI-es fogás                   | Ha ez egyik pár Skíze a másik pár XXI-esét leüti.                                                     | 60  |
| Volát                          | A bemondók mind a 9 ütést hazaviszik.                                                                 | 6X  |

- X= 4-licitet nyerő játékos talonból felvett lapjainak száma.
- A figurák csendesen is megvalósíthatók / elbukhatók, ekkor a díj felét jogosult a nyerő pár elszámolni. Kivétel: volát teljesítése esetén a vele automatikusan teljesített csendes figurákért (tulétroá, négy király, duplajáték) nem jár pont.

### Ütések
Az kezdi a játékot akinek először osztottak. A lapok nagyság szerint ütik egymást. A tarokk minden színt visz. Szín hívása esetén kötelező azonos színt tennünk – ha van! (Pl.: kör dámára kötelező rátennünk a kőr lovast, hiába tudnánk megütni tarokkal) A tarokkban NINCS kötelező felülütési szabály (über).

### Elszámolás
47-47-es állásnál (94/2) már az ellenpár nyert. A parti 1 egység 3-as felvét esetén, 2e. 2-es felvét esetén, 3e. 1-es felvét és 4e. szóló esetén. Ugyanezek a szorzók volát és duplajátékra is. Kontra esetén csak a kontrázott figura értéke növekszik.

## Illusztrált, avagy Palatinus tarokk (12 figurás)
Az illusztrált, más néven Palatinus tarokkot az 1920as években fejlesztette ki Lingel Károly és Polyák Lajos. A Paskievics-tarokkban használatos figurákat további hattal egészítették ki.
| Figura      | Leírás                                                                              | Díj |
| ----------- | ----------------------------------------------------------------------------------- | --- |
| Centrum     | A bemondók az első öt ütést hazaviszik, és az ötödik ütést a XX-as lappal viszik.   | 10  |
| Kismadár    | A bemondók az első hat ütést hazaviszik, és a hatodik ütést a XXI-es lappal viszik. | 10  |
| Nagymadár   | A bemondók az első hét ütést hazaviszik, és a hetedik ütést a Skízzel viszik.       | 10  |
| Pagát uhu   | A bemondók a nyolcadik ütést a Pagáttal (I. lap) viszik haza.                       | 15  |
| Király uhu  | A bemondók a nyolcadik ütést a megnevezett színű királlyal viszik haza.             | 15  |
| Király ulti | A bemondók a kilencedik ütést a megnevezett színű királlyal viszik haza.            | 15  |

- A figurák csak bemondva teljesíthetőek. Csendes megvalósítását nem díjazzák.

## Magas Tarokk (22 figurás)
néhány figura:
- sasuhu
- sasulti
- sasfácán
- pagátfácán
- zárópáros
- párosfácán

## Ajánlott irodalom
- Szükségben segítő könyvecske, az az Útmutató tábla, az úgy nevezett topp-tarok játéknak külömbféle nemeiben való nyereséget vagy veszteséget ... jelenti; Füskúti Landerer Ny., Kassa, 1817
- Nádasy Gusztáv: Négyes tarokk. Útmutató kezdők és haladók részére; Ritter Ny., Újpest, 1921
- Tolnai József: A tarokkjáték szabályai; szerzői, Bp., 1930
- Horváth Kálmán: A tarokkjáték szabályai; Fővárosi Ny., Bp., 1930
- Kovács Endre–Szigetvári Zoltán: Tarokkőr. A négyes tarokkjáték szabályainak részletes ismertetése és magyarázata; Hornyánszky, Bp., 1940
- Fazekas Béla–Kovács Endre–Szigetvári Zoltán: Az illusztrált tarokkjáték szabályainak részletes ismertetése és magyarázata / ; Szikra, Bp., 1948
- Fazekas Béla–Kovács Endre–Szigetvári Zoltán: Tarokkakadémia. A négyes- és az illusztrált tarokkjáték szabályainak részletes ismertetése és magyarázata; Centrum, Bp., 1948
- Pais József: Ulti, tarokk és néhány kis játék. Kis kártyakódex; Hungariasport, Bp., 1990
- Író János: Tarokk-könyv. A 27 figurás magyar tarokkjáték; Zalaerdő, Nagykanizsa, 1993
- Jánoska Antal: Tarokk album. Kártyakészítés és tarokk-játék a XIX-XX. századi Magyarországon; fotó Fáryné Szalatnyay Judit, Szlanka Viktor, Klaus Reisinger; Pallas Stúdió–Attraktor, Bp., 1998
- Gyenes Károly: Az illusztrált tarokk könyve; Nyitott Könyv, Bp., 2003
- Wersényi György: Tíz lapos tarokk; szerzői, Győr, 2004
- Egy legújdonabb tarokk-kártya; Tandem Grafikai Stúdió, Bp., 2006 (Anno)
- Marton János: A magyar tarokkjátékok kézikönyve. Egy kétszáz éves hungaricum története, elmélete és gyakorlata; Kráter, Pomáz, 2006
- Pais József: Tarokk; Novum, Sopron, 2009
- Frank László– Karsai Krisztina: Tarokktan avagy Tarokk kezdőknek és haladóknak; ill. Szűcs Édua; Novum-Tech Kft., Szeged, 2014
- Bálint János: Tarokk az élet-játék. Illusztrált-tarokk praktikák; ill. Ellenbach Márta; szerzői, Vác, 2016
- Héjj Andreas: Bevezetés az illusztrált tarokk alapjaiba; 2. jav., bőv. kiad. PTE TTK Szentágothai János Protestáns Szakkollégium–Szentágothai Szakkollégium Tehetségpont–Szentágothai Szakkollégium Egyesület, Balatonalmádi–Pécs, 2020